# (34984) 3163 T-3
3163 T-3 (asteroide 34984) é um asteroide da cintura principal. Possui uma excentricidade de 0.07570310 e uma inclinação de 19.15390º.
Este asteroide foi descoberto no dia 16 de outubro de 1977 por Cornelis Johannes van Houten e Ingrid van Houten-Groeneveld e Tom Gehrels em Palomar.